# میکولا موروزوک
میکولا موروزوک (اوکراینی: Микола Миколайович Морозюк؛ زادهٔ ۱۷ ژانویهٔ ۱۹۸۸) بازیکن فوتبال اهل اوکراین است.
از باشگاه‌هایی که در آن بازی کرده‌است می‌توان به باشگاه فوتبال کریفباس کریفیی ریه، باشگاه فوتبال دنیپرو، باشگاه فوتبال متالورگ دونتسک، باشگاه فوتبال چای‌کار ریزه‌اسپور، و باشگاه فوتبال دینامو کی‌یف اشاره کرد.
وی همچنین در تیم‌های ملی فوتبال Ukraine national under-19 football team، زیر ۲۱ سال اوکراین، و اوکراین بازی کرده‌است.